# Oscil·lació neural
Una oscil·lació neural és una activitat neural periòdica del sistema nerviós central. Els teixits neurals poden generar una activitat oscil·latòria induïda per l'activitat d'una neurona o una població de neurones. Si són generats per un nombre important de neurones, aquests sistemes oscil·lants poden originar camps oscil·latoris elèctrics observables en un electroencefalograma.
Un exemple d'oscil·lació neural és la d'alguns fèlids i vivèrrids: una oscil·lació neural situada a prop de l'hipotàlem provoca la contracció de la laringe i consegüentment el ronc.